# Stephen Petranek
Stephen L. Petranek est un écrivain américain, et rédacteur en chef de Breakthrough Technology Alert. Il a auparavant été rédacteur pour Discover, et le Washington Post magazine. Il a été le fondateur et rédacteur en chef du magazine de Time Inc. This Old House, et a été rédacteur en chef du secteur science à Life,.
Il est cofondateur et président de Arc Programs. Il a également écrit pour le Daily Reckoning de The Agora (en).
Petranek est intervenu lors de la conférence TED en 2002, puis de nouveau en 2016.
Son livre Comment nous vivrons sur Mars a été publié en 2015.
En 2016, il fait partie de l'équipe de scénaristes de la docufiction américaine Mars.

## Travaux
- Stephen Petranek, How We'll Live on Mars, Simon & Schuster/TED, 2015, 96 p. (ISBN 978-1-4767-8476-2, lire en ligne)
- Comment nous vivrons sur Mars [traduction par Dominique Brotot], 2016
- (en) 10 ways the world could end (« 10 façons dont le monde pourrait finir »), une conférence de Stephen Petranek.